# Star Soldier
Star Soldier (スターソルジャー?) è una serie di videogiochi del tipo sparatutto a scorrimento, sviluppati da Hudson Soft a partire dal 1986 per varie piattaforme. La serie è nota per la sua colonna sonora, per le armi e i power-up innovativi, e per una particolare modalità a tempo denominata "Caravan Mode".

## Storia
Il primo titolo, Star Soldier, è stato pubblicato per NES e MSX nel 1986; in seguito la serie è continuata in vari sistemi differenti. Lo stesso Star Soldier è stato pubblicato in versione migliorata per Nintendo GameCube e PlayStation 2 nel 2003, e per PlayStation Portable nel 2005. L'ultimo capitolo è uscito per Wii nel 2008, tramite WiiWare.

## Serie
- 1986: Star Soldier - MSX, Famicom/NES
- 1990: Super Star Soldier - TurboGrafx-16/PC Engine
- 1991: Final Soldier - TurboGrafx-16/PC Engine
- 1992: Soldier Blade - TurboGrafx-16/PC Engine
- 1992: Star Parodier - TurboGrafx-16/PC Engine
- 1998: Star Soldier: Vanishing Earth - Nintendo 64
- 2003: Star Soldier - GameCube, PS2
- 2005: Star Soldier - PSP
- 2008: Star Soldier R - Wii (WiiWare)[2]

### Compilation
- 2008: PC Engine Best Collection: Soldier Collection - PSP